# Orectolobus parvimaculatus
Orectolobus parvimaculatus är en hajart som beskrevs av Last och Chidlow 2008. Orectolobus parvimaculatus ingår i släktet Orectolobus och familjen Orectolobidae. IUCN kategoriserar arten globalt som otillräckligt studerad. Inga underarter finns listade i Catalogue of Life.